# McCauley Propeller Systems
McCauley Propeller Systems je ameriško podjetje, ki ga je leta 1938 ustanovil Earnest G. McCauley. McCauley proizvaja propelerje za športna, ultralahka in doma zgrajena letala. Podjetje je bila sprva znano kot McCauley Aviation Corporation, leta 1996 se je preimenovalno v trenutno ime. 
Lastnik McCauley je Cessna, ki je sama podružnica od Textrona.